# Кавалиър
Окръг Кавалиър (на английски: Cavalier County) е окръг в щата Северна Дакота, Съединени американски щати. Площта му е 3911 km², а населението - 3762 души (2017). Административен център е град Лангдън.